# Hypnale nepa
Hypnale nepa är en ormart som beskrevs av Laurenti 1768. Hypnale nepa ingår i släktet Hypnale och familjen huggormar. IUCN kategoriserar arten globalt som livskraftig. Inga underarter finns listade i Catalogue of Life.
Arten lever i bergstrakter på Sri Lanka. Den vistas mellan 1250 och 1850 meter över havet. Habitatet utgörs av fuktiga bergsskogar och bergsängar. Hypnale nepa besöker även odlingsmark och trädgårdar.
Ormen är främst aktiv på natten och den klättrar ibland i växtligheten. Den vilar gömd under stenar, under träklumpar som ligger på marken eller i lövskiktet.